# Sofia Bertizzolo
 Sofia Bertizzolo née le 21 août 1997 à Bassano del Grappa, est une coureuse cycliste professionnelle italienne.

## Biographie

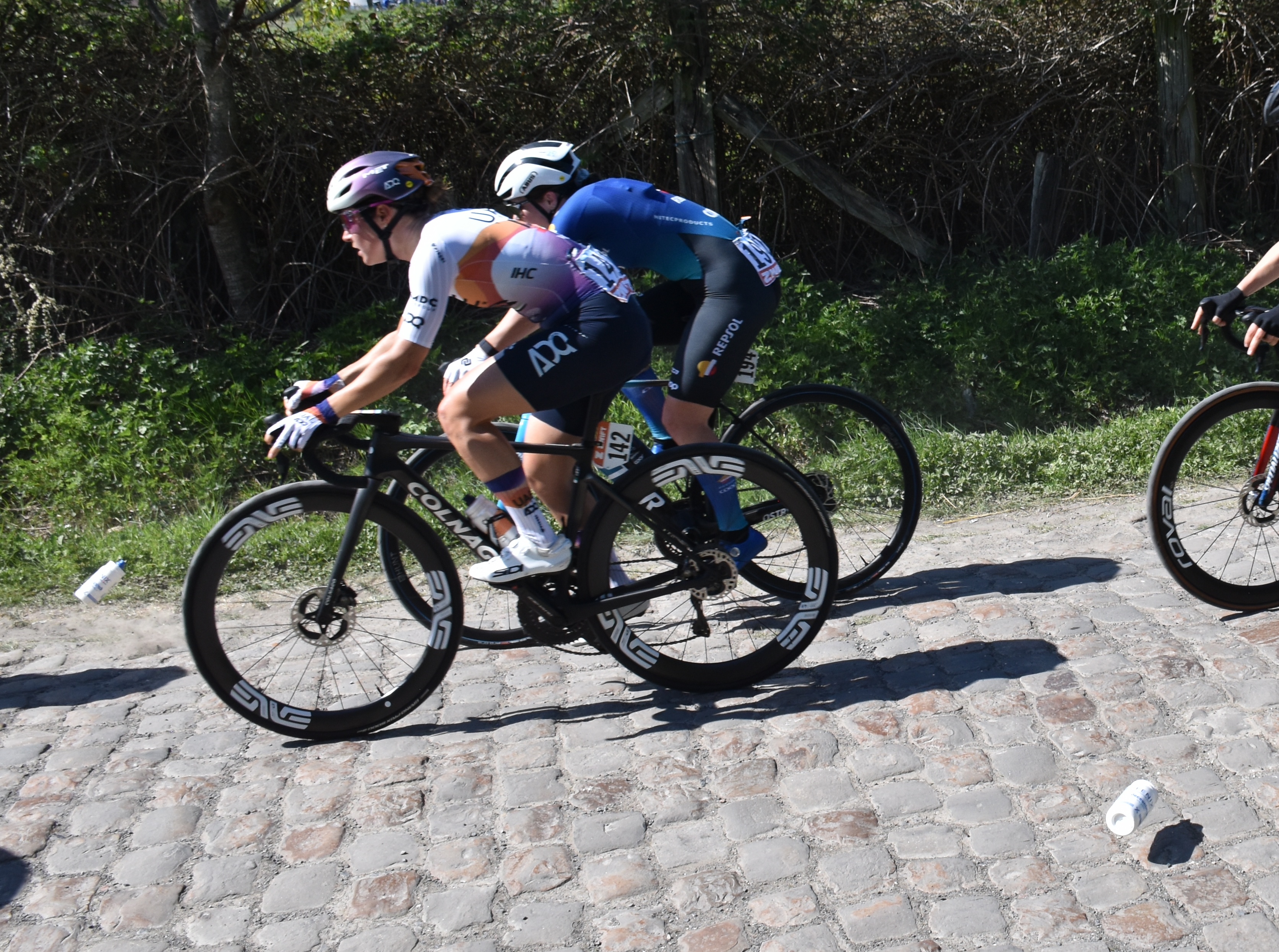
Sofia Bertizzolo # 142
Paris-Roubaix 2025.

En catégorie juniors, elle court avec Sofia Beggin dans l'équipe Breganze-Millenium.
En 2014, au championnat d'Europe sur route, elle part en échappée avec Nicole Koller et Daria Egorova. Elle les domine ensuite facilement au sprint. Sur les championnats du monde sur route elle s'échappe dans une montée. Elle est marquée par Amalie Dideriksen. Les deux sont finalement reprises par le peloton et la victoire se dispute dans un groupe d'une quinzaine de filles. La Danoise se montre la plus rapide devant Sofia Bertizzolo,.
En 2018, elle remporte le classement de la meilleure jeune du classement UCI World Tour féminin. Cette même année, elle est également meilleur jeune du Tour d'Italie et deuxième du championnat d'Italie sur route. En 2019, elle rejoint l'équipe Virtu, avec qui, elle se classe notamment quatrième du Tour des Flandres. 
En 2020, elle signe avec l'équipe Movistar, mais son contrat n'est pas validé par l'Union cycliste internationale. L'équipe Movistar étant une équipe World Tour, il est impossible d'avoir des cyclistes en double contrat, alors que Bertizzolo appartient déjà à la Fiamme Oro, le groupe sportif de la police d'État italienne,. Elle rejoint finalement l'équipe CCC-Liv,.
Elle se classe quatrième du Grand Prix de Plouay, où la seconde place se dispute au sprint. À la Classique Morbihan, Sofia Bertizzolo sort seule dans le final et n'est plus reprise.
Au Trofeo Alfredo Binda-Comune di Cittiglio, Sofia Bertizzolo suit les meilleures jusqu'au bout. Elle est deuxième du sprint derrière Elisa Balsamo. Au Women's Tour, Sofia Bertizzolo est deuxième du sprint de la première étape. Sur la cinquième étape, elle fait partie de l'échappée mais tout se regroupe au pied de la Black Mountain. Elle est dixième de l'étape. Elle neuvième du classement général de l'épreuve. Au Tour d'Émilie, elle se classe troisième en haut du Sanctuaire Madonna di San Luca.
Au Grand Prix de Plouay, Sofia Bertizzolo prend la troisième place du sprint final. Au Tour de Romandie, dans la première étape, Carina Schrempf sort à trois kilomètres de l'arrivée. Elle semble avoir réussi à tromper le peloton, mais est dépassé dans les tout derniers mètres par Sofia Bertizzolo alors qu'elle lève les bras trop prématurément. Elle est septième du Tour d'Émilie en haut du sanctuaire di San Luca.

## Palmarès sur route

### Par années
- 2014
  -  Championne d'Europe sur route juniors
  -  Championne d'Italie sur route juniors
  - 2e du championnat du monde sur route juniors
  - 2e du championnat d'Italie du contre-la-montre juniors
- 2015
  - Trofeo Da Moreno (Trofeo Alfredo Binda-Comune di Cittiglio juniors)
  - 2e du championnat d'Italie sur route juniors
- 2018
  - 2e du championnat d'Italie sur route
  - 8e de la Flèche wallonne
- 2019
  - 4e du Tour des Flandres
- 2020
  - 5e des Trois Jours de La Panne
- 2021
  - La Classique Morbihan
  - 4e du Grand Prix de Plouay
  - 10e de La course by Le Tour de France
- 2022
  - Trofeo Oro in Euro
  - 2e du Trofeo Alfredo Binda-Comune di Cittiglio
  - 3e du Tour d'Émilie
  - 9e du Women's Tour
  - 10e de l'Amstel Gold Race
- 2023
  - 1re étape du Tour de Romandie
  - 3e de La Classique Morbihan
  - 3e de la Classic Lorient Agglomération
- 2024
  - Geelong Classic
- 2025
  - 2e du GP Oetingen
  - 3e du Gran Premio della Liberazione PINK
  - 10e du Copenhagen Sprint

### Résultats sur les grands tours

#### Tour d'Italie
8 participations
- 2016 : 49e
- 2017 : 25e
- 2018 : 21e
- 2019 : 54e
- 2020 : 38e
- 2021 : 44e
- 2022 : 61e
- 2023 : 57e

#### Tour de France
1 participation
- 2024 : non-partante (7e étape)

### Classements mondiaux
| Année                                 | 2016 | 2017 | 2018 | 2019 | 2020 | 2021 | 2022 | 2023 | 2024 |
| ------------------------------------- | ---- | ---- | ---- | ---- | ---- | ---- | ---- | ---- | ---- |
| Classement UCI                        | 186e | 108e | 68e  | 131e | 67e  | 30e  | 27e  | 44e  | 249e |
| UCI World Tour                        | nc   | 189e | 50e  | 45e  | 39e  | 26e  | 24e  | 48e  | 101e |
|                                       |      |      |      |      |      |      |      |      |      |
| Légende : nc = non classéSource : UCI |      |      |      |      |      |      |      |      |      |

## Palmarès sur piste

### Championnats d'Europe
- Athènes 2015 (juniors)
  -  Championne d'Europe de poursuite par équipes juniors

### Championnats nationaux
- 2014
  -  Championne d'Italie de la poursuite individuelle juniors
- 2015
  -  Championne d'Italie de la poursuite individuelle juniors

### Record
- Record du monde de la poursuite par équipes juniors 4 000 m réalisé le 15 juillet 2015 à Athènes avec Elisa Balsamo, Rachele Barbieri et Marta Cavalli en 4:33,463 min. Battu le 20 août 2015.

## Distinctions
- Oscar TuttoBici des juniors : 2014 et 2015